# Tsinjomitondraka
Tsinjomitondraka is een plaats en commune in het noorden van Madagaskar, behorend tot het district Boriziny, dat gelegen is in de regio Sofia. Tijdens een volkstelling in 2001 telde de plaats 10.658 inwoners.
Bij de plaats bevindt zich een rivierhaven. De plaats biedt enkel lager onderwijs aan. 60 % van de bevolking werkt als landbouwer, 10 % houdt zich bezig met veeteelt en 30 % verdient zijn brood als visser. Het belangrijkste landbouwproduct is sinaasappelen; andere belangrijke producten zijn kokosnoten, maniok en rijst.